# Льновые
Льновые (лат. Linaceae) — семейство двудольных растений порядка Мальпигиецветные. По современной классификации APG IV на декабрь 2023 года включает в себя 274 вида из 9 родов.

## Ботаническое описание
Однолетние или многолетние травы и полукустарники, большей частью голые, только немногие виды мягковолосистые. Довольно многие представители семейства являются древесными лианами (виды родов Гугония (Hugonia)), лазящими посредством крючковидных шипов (метаморфизированные нижние ветви соцветия), закрученных наподобие бараньих рогов.
Листья очерёдные и только у Radiola и Linum catharticum супротивные или мутовчатые, цельные, сидячие, без прилистников.
Правильные обоеполые цветки собраны в кистевидные или метельчатые соцветия. Чашелистиков пять (у Radiola четыре); лепестков пять (у Radiola четыре); тычинок также пять, сросшихся основаниями нитей в один пучок. Пестик один, с пятью, четырьмя (у Radiola) рыльцами и с верхней пяти- или четырёхгнездой (у Radiola) завязью; каждое гнездо делится ложной перегородкой пополам и в каждой половинке гнезда находится по одной семяпочке.
Формула цветка: {\displaystyle \ast K_{5}\;C_{5}\;A_{10\;or\;{5+{5^{st}}}}\;G_{({\underline {5}})}}.
Плод — почти шаровидная коробочка, вскрывающаяся по перегородкам. Семя содержит прямой мясистый зародыш и слабо развитый белок.
Льновые встречаются в умеренном и тёплом климате обоих полушарий; в Европейской России встречаются два рода: Radiola Hill и Linum L. — к последнему принадлежит и лён обыкновенный.

## Классификация

### Таксономическое положение
- Linaceae DC. ex Perleb, 1818, Vers. Arzneikr. Pfl. 107

Семейство Льновые включается в порядок Мальпигиецветные (Malpighiales), который последовательно относится к кладам Фабиды → Розиды → Суперрозиды → Эвдикоты → Цветковые растения. Таксономическая схема в соответствии с Системой APG IV по состоянию на декабрь 2023 года:
|  |                          |  |                                   |                          |                   |  | еще 35 семейств |         |  |          |
|  |                          |  |                                   |                          |                   |  |                 |         |  |          |
|  |                          |  |                                   | порядок Мальпигиецветные |                   |  |                 |         |  |          |
|  |                          |  |                                   |                          |                   |  |                 |         |  | 274 вида |
|  | клада Цветковые растения |  |                                   |                          | семейство Льновые |  |                 | 9 родов |  |          |
|  | клада Цветковые растения |  |                                   |                          |                   |  |                 | 9 родов |  |          |
|  |                          |  | ещё 63 порядка цветковых растений |                          |                   |  |                 |         |  |          |
|  |                          |  |                                   |                          |                   |  |                 |         |  |          |

### Роды
- Anisadenia Wall. ex Meisn. — Анизадения
- Hebepetalum Benth.
- Hugonia L.
- Indorouchera Hallier f. — Индорухера
- Linum L. — Лён
- Radiola Hill — Радиола (не путать с родиолой из семейства Толстянковые)
- Reinwardtia Dumort. — Рейнвардтия
- Roucheria Planch.
- Tirpitzia Hallier f. — Тирпитция